# Aralia cordata
Aralie cordiforme
Espèce
Classification APG II (2003)
Aralia cordata, l’Aralie cordiforme, est une espèce de plantes à fleurs de la famille des Araliaceae. C'est une plante herbacée pouvant atteindre 3 mètres de haut, originaire de Chine, de Corée, du Japon et de Taïwan. Les feuilles sont bipennées ou tripennées, avec 3 à 5 folioles par penne. La partie végétative aérienne disparait à la saison froide, et reparait en avril-mai à partir de bourgeons de rhizome situés au niveau du sol.
Les jeunes pousses émergeant du sol au printemps sont récoltées au Japon et en Corée et sont consommées comme les asperges en Europe. Ébouillantées et pelées, elles sont utilisées pour le tempura, la salade japonaise etc.
L’Aralie du Japon est cultivée partout en Asie orientale pour ses usages culinaires et médicinaux. Elle est cultivée dans les pays tempérés comme plante ornementale.

## Nomenclature et étymologie
L’espèce a été décrite et nommée Aralia cordata par le naturaliste suédois Carl Peter Thunberg, disciple de Carl Linné, en 1784 dans Flora Japonica : 127. Thunberg fit une mission botanique au Japon en 1775-1776 où il se fit passer pour un néerlandais.
Le nom de genre Aralia (en français aralie) est le nom canadien sous lequel la première espèce de ces arbustes (Aralia nudicaulis) fut envoyée de Québec à Guy-Crescent Fagon, directeur du Jardin du roi. Le naturaliste König écarte l’hypothèse d’une origine canadienne, l'origine de ce terme restant inconnue.
L’épithète spécifique cordata provient du latin cordatus « en forme ce cœur » venant de cŏr, cordis, n. (grec καρδία kardia), cœur [viscère] .

## Synonymes
Selon POWO, Aralia cordata est le nom valide de l'espèce, il possède 11 synonymes.

### Synonymes homotypiques
- Aralia edulis Siebold dans Verh. Batav. Genootsch. Kunsten 12 : 45 (1830)
- Dimorphanthus edulis (Siebold & Zucc.) Miq. en Comm. Phytogr. : 95 (1840)

### Synonymes hétérotypiques
- Aralia cordata var. sachalinensis (Regel) Nakai in J. Arnold Arbor. 5: 29 (1924)
- Aralia lucida Hassk. in Flora 25(2, Beibl.): 30 (1842)
- Aralia nudicaulis Blume in Bijdr. Fl. Ned. Ind.: 870 (1826), nom. illeg.
- Aralia nutans Franch. & Sav. in Enum. Pl. Jap. 2: 376 (1878)
- Aralia racemosa var. sachalinensis Regel in Index Seminum (LE, Petropolitanus) 1864(Suppl.): 22 (1865)
- Aralia racemosa f. sachalinensis (Regel) Regel ex Voss in Vilm. Ill. Blumengärtn., ed. 3, 1: 403 (1894)
- Aralia sachaliensis (Regel) K.Koch in Wochenschr. Vereines Beförd. Gartenbaues Königl. Preuss. Staaten 14: 131 (1871)
- Aralia schmidtii Pojark. in V.L.Komarov, Fl. URSS 16: 588 (1950)
- Aralia taiwaniana Y.C.Liu & F.Y.Lu in Quart. J. Chin. Forest. 9(2): 136 (1976)

## Description
Aralia cordata est une plante herbacée vivace de 0,5 à 3 mètres de haut. Sa partie végétative au-dessus du sol meurt l’hiver et repousse au printemps suivant, à partir de bourgeons situés au niveau du sol sur un rhizome. Elle n’a pas de tige ligneuse aérienne persistante, c’est une hémicryptophyte. En avril, les bourgeons du niveau du sol donnent de jeunes pousses (qui sont récoltées au Japon et en Corée pour être consommées comme des asperges).
Les tiges sont robustes et les rhizomes cylindriques allongés.  
Les feuilles sont composées 2 ou 3 pennées. Le pétiole fait de 15 à 30 cm de long. Il y a 3-5 folioles par penne, qui sont ovales à oblongs-ovales, de taille assez grande 4–15 cm de long sur 3–9 cm de large, membraneuse à subcoriace, la base arrondie à cordée, la marge dentée en scie, l’apex aigu.
Les inflorescences sont terminales ou sont constituées de quelques panicules axillaires d’ombelles. L’axe fait plus de 10 cm de long. La fleur possède un ovaire à 5 carpelles, 5 styles libres.
Le fruit est globuleux, violet-noir, d’environ 3 mm de diamètre, les styles sont persistants.
La période de floraison est juillet-août, la période de fructification est septembre-octobre (en Chine). Les tiges herbacées périssent dès les premières gelées de l'hiver.
Cultivar
Le cultivar Aralia cordata ‘Sun King’ au feuillage jaune doré est idéal pour le jardinier qui veut éclairer une zone d’ombre. Au printemps, ses jeunes pousses sont comestibles. Il forme une boule d’environ 1 m de diamètre.

## Distribution et habitat
Selon POWO, l’aire d’origine d’Aralia cordata est : Chine Centre-Sud, Chine Sud-Est, Japon, Corée, Kouriles, Nansei-shoto, Sakhaline, Taïwan.
Elle a été introduite en Tchécoslovaquie.
L’Aralia cordata  est cultivé partout en Asie orientale pour ses usages culinaires et médicinaux. Il est cultivé dans les pays tempérés comme plante ornementale.
Cette espèce pousse à l’ombre des arbres ou dans les fourrés herbacés, à 1 300–1 600 mètres d’altitude[réf. souhaitée].

## Utilisations

### Alimentaire
L’Aralia cordata, aussi connu sous le nom de udo (ウドou 独活) au Japon et de ttangduleub 땅두릅 en Corée,  est une plante dont les jeunes pousses comestibles sont traditionnellement consommées au Japon et en Corée. Les parties végétatives au-dessus du sol ayant disparu durant la saison froide, les bourgeons situés au niveau du sol (près de l’ancienne tige morte) donnent en avril-mai de jeunes pousses qui rappellent les asperges européennes mais avec une pointe d’amertume. Ces pousses sont récoltées quand elles ont entre 10 cm (sous forme d’un gros bourgeon) et 60 cm de haut (avec des feuilles formées qui sont enlevées). L'idéal est de les récolter en montagne, mais elles sont aussi cultivées un peu partout, même dans les mégapoles – Tokyo est la plus grande zone de production du Japon (voir l’entrée en japonais ウド).  
C’est une sorte de légume de montagne (sansai 山菜) récolté au printemps. Il existe sous deux formes : le vert et le blanc, en fonction de leur mode de culture, exposé au soleil avant expédition ou sans exposition au soleil (comme les asperges en France). La variété blanche, non exposée au soleil, est la plus douce. Le meilleur moment pour les récolter est vers avril dans les régions chaudes et vers mai ou juin dans les régions froides. En général, après juin il devient impropre à la consommation. Le type sauvage du udo est appelé yama-udo 山ウド(udo de montagne), le type cultivé blanc du udo est appelé shiro-udo 白ウド (udo blanc). La plupart des udo vendus en grande distribution sous le nom de « yama udo » sont des udo verts cultivés, et peu de udo sont récoltés dans les montagnes
La saveur particulière de l’udo, très forte et amère, est appréciée comme une « saveur du printemps ». On l’utilise pour le tempura, la salade japonaise (aé-mono), etc. 
Les jeunes pousses sont ébouillantées, pelées, débarrassées de leur peau verte. La moelle est utilisée dans des salades, dans le tempura. La peau est consommée dans le kinpira qui consiste à faire sauter de fines lanières puis à mijoter pendant un court moment avec de la sauce soja et du mirin, un vin de riz doux. 
Dans la cuisine coréenne, les jeunes pousses sont généralement consommées blanchies comme plat d’accompagnement namul, marinées comme jangajji (pickled), grillées comme sanjeok.

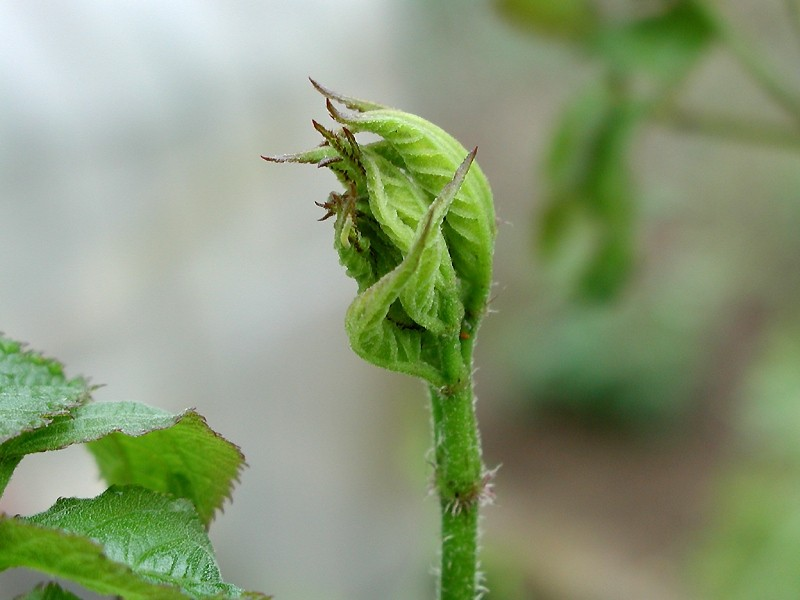
Udo, nom japonais, jeune pousse
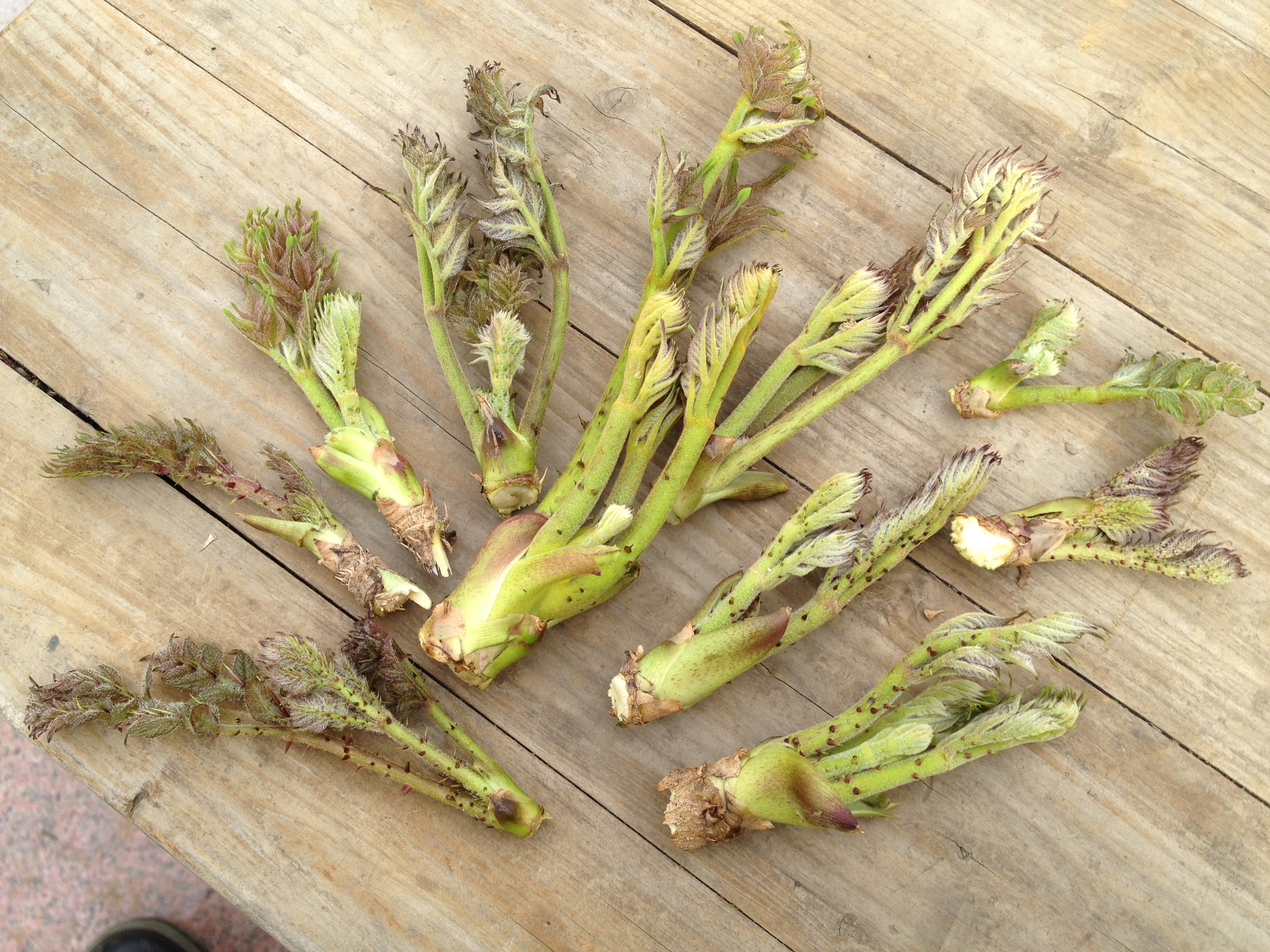
Bourgeon 独活芽（うどめ）
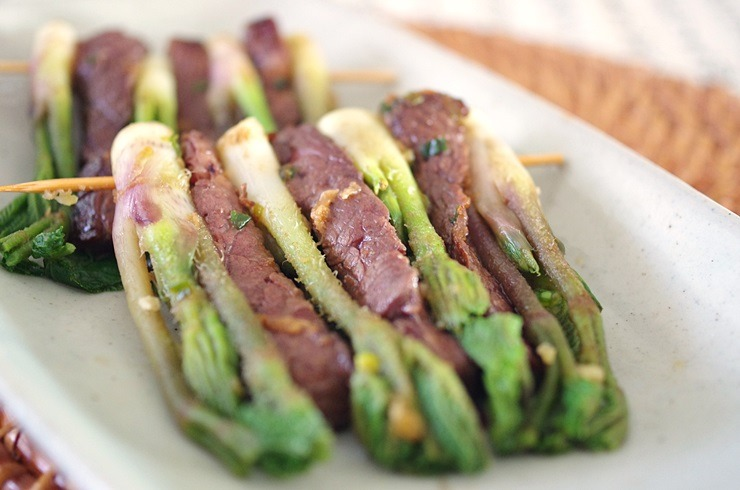
Ttangdureup nom coréen d’Aralia cordata
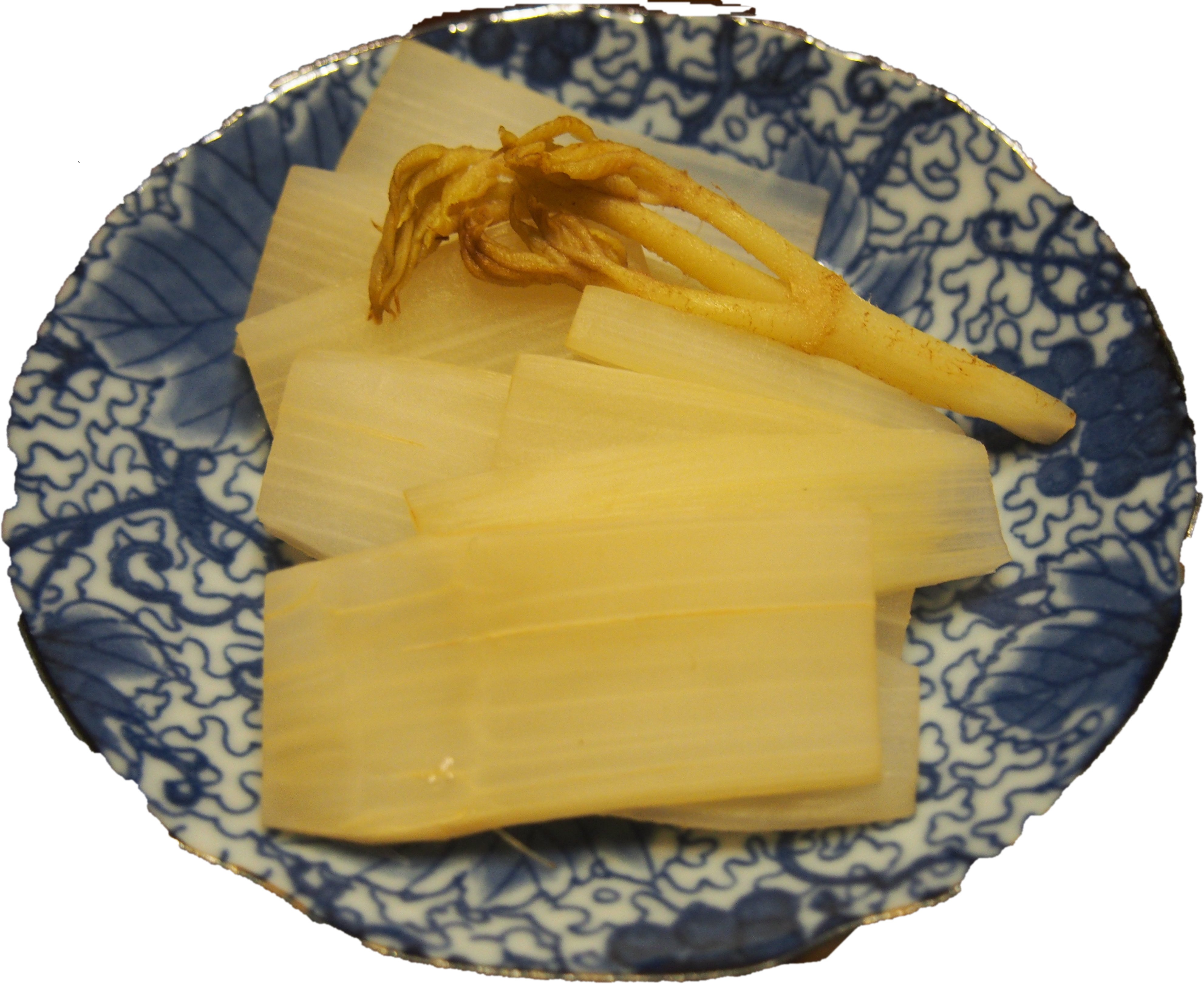
Ohitashi (bouilli) de Udo de Tokyo

### Médicinale
Le rhizome est utilisé en médecine chinoise traditionnelle sous le nom de 九眼独活 Jiǔ yǎn dúhuó[réf. nécessaire]. Dans la terminologie de la médecine chinoise, il est réputé « expulser le vent et l'humidité, favoriser la circulation sanguine et soulager la douleur, favoriser la détumescence ». Utiliser pour les lombalgies rhumatismales et les douleurs des jambes, la tuberculose des muscles lombaires[réf. nécessaire].
Il est souvent très délicat de déterminer la véritable espèce botanique à laquelle les noms chinois de plante ou de matière médicale réfèrent. C’est le cas de 独活 dúhuó (de 九眼独活 Jiǔ yǎn dúhuó) qui est interprété par Sabine Wilms comme Angelica pubescens (nom valide) et qu'elle  identifie à 羌活 qiānghuó. Alors que Li Shizhen dans 《本草纲目》Bencao gangmu, les distingue par leur origine géographique.